# Рождение Венеры (картина Боттичелли)
«Рождение Венеры» (итал. La Nascita di Venere) — картина  итальянского живописца периода кватроченто (раннего итальянского Возрождения) флорентийской школы Сандро Боттичелли. Написана темперой на холсте, а не на дереве, как обычно, из-за её большого размера (172,5 × 278,5 см) между 1482 и 1486 годами. Хранится в галерее Уффици, Флоренция. Картина, как и другие главные шедевры художника: «Весна», «Паллада и Kентавр», «Мадонна Маньификат», «Поклонение волхвов», экспонируется в отдельном «Зале Боттичелли».

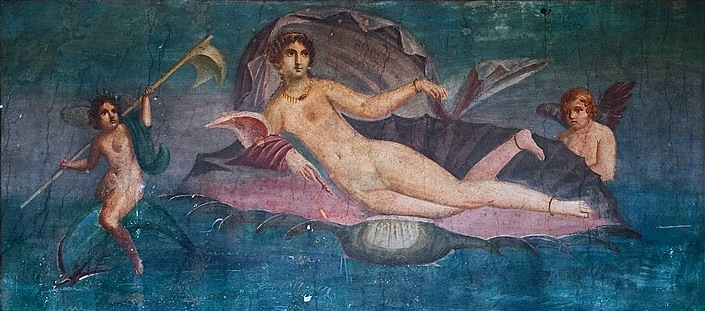
Рождение Венеры. Фреска из Помпей. Ок. 70 г.

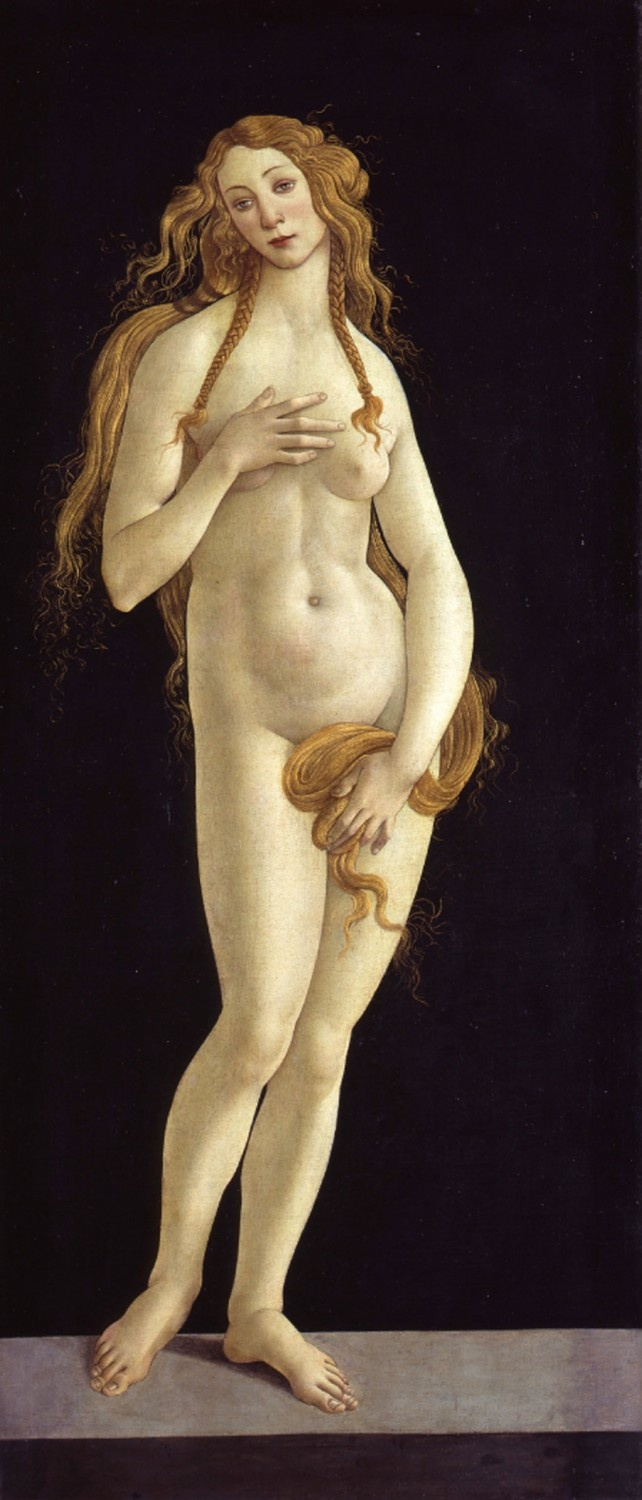
Bенера. ок.1490, Холст, масло. Берлинская картинная галерея

## История

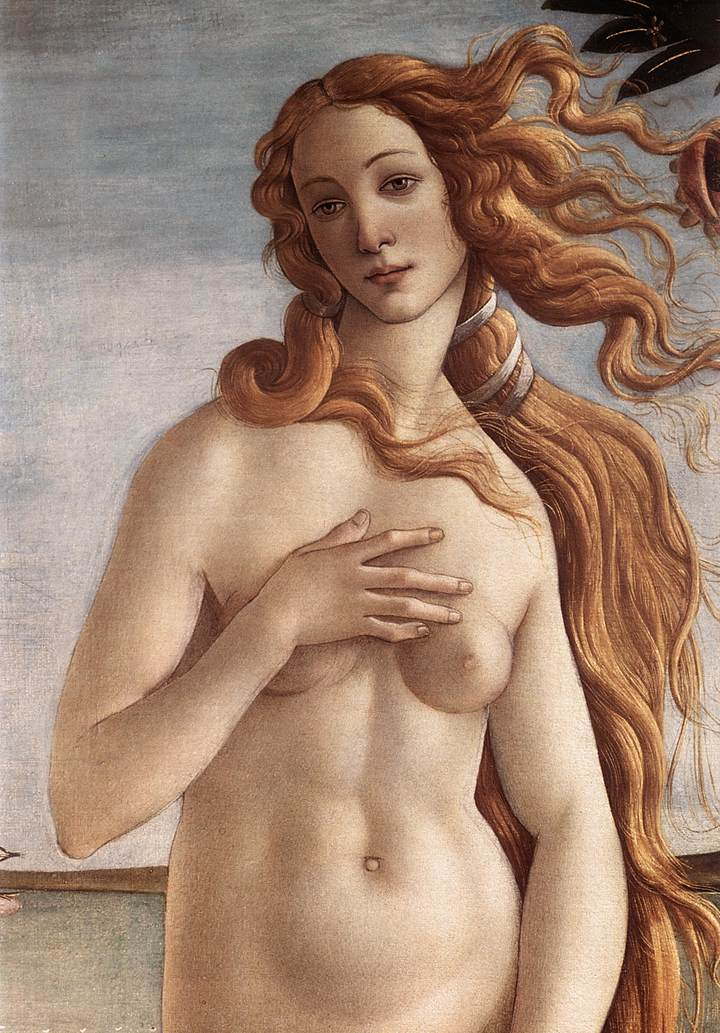
Венера. Деталь картины

Историограф Джорджо Вазари в своих «Жизнеописаниях» (1550) упоминает, что «Рождение Венеры» и «Весна» хранились на Вилле Кастелло вблизи Флоренции, принадлежавшей Козимо I Медичи. Большинство историков искусства сходятся в мнении, что картина была написана для Лоренцо ди Пьерфранческо Медичи, владевшего виллой Кастелло в 1486 году. Лоренцо ди Пьерфранческо Медичи — двоюродный брат Лоренцо Великолепного, герцога Флоренции. Позднейшие находки записей архива дома Медичи косвенно подтверждают, что Лоренцо владел «Весной». Однако на самом деле в описях виллы 1498, 1503 и 1516 годов нет ни одной работы, с которой можно было бы идентифицировать «Рождение Венеры», скорее всего она попала на виллу позднее, и Вазари мог там увидеть картину только в 1550 году. Первое упоминание картины в описи имущества виллы под названием «Венера в море, стоящая на раковине» относится к 1598 году.
Существует версия, что Боттичелли написал «Рождение Венеры» не для Лоренцо Медичи, а для одного из своих знатных современников, а в собственность Медичи она попала позднее. На вилле Кастелло картина висела над кроватью на первом этаже виллы и выполняла функцию стенного панно. Позднее картину значительно срезали примерно на полметра сверху и на четверть метра слева, из-за чего пострадала пространственность композиции (до этого картина обладала большей глубиной, а фигуры — свободой движения). До настоящего времени неясно, написал ли Боттичелли «Рождение Венеры» до или после «Весны». На этот счёт существуют разные версии. «Современная критика отдаёт предпочтение дате: 1482 год».
В 1987 году была завершена реставрация картины. С неё был удалён слой лака, нанесённый через некоторое время после того, как Боттичелли закончил работу, и превратившийся за несколько веков в жёлто-коричневый налёт. Пострадала также золотая ассистка, ранее мелкими золотыми штрихами покрывавшая всё изображение и придававшими картине волшебное сияние.

## Иконография и композиция
Композиция картины отражает содержание бесед, которые вели между собой члены Платоновской академии при дворе Медичи на вилле Кареджи. Согласно философии неоплатоников кружка Медичи, слияние божественного и человеческого осуществляется через любовь, это слияние воплощает богиня Венера, отсюда использование художником типа «Venus Pudica» Венеры Целомудренной— типу статуи Венеры, изображающей богиню обнажённой или полуобнажённой перед, или после купания, входящей или выходящей из воды и стеснительно прикрывающей одной рукой лоно, а другой грудь. Этот иконографический тип хорошо известен благодаря античным изображениям Афродиты Анадиомены.
В позе Венеры очевидно влияние античной скульптуры. То, как она опирается на одну ногу, линия бедра, целомудренный жест рукой и сами пропорции тела основаны на каноне гармонии и красоты, разработанном ещё Поликлетом и Праксителем.
Обнажённая богиня плывёт к берегу в створке раковины — любимая форма художников итальянского Возрождения — ребристой сердцевидки или морского гребешка, подгоняемой ветром. В левой части картины Зефир (западный ветер) в объятиях своей супруги Хлориды (римский аналог — Флора) дует на раковину, создавая ветер, наполненный цветами. На берегу богиню встречает одна из граций, чтобы укрыть её накидкой, вышитой цветами.

«Около острова Киферы родилась Афродита, дочь Урана, из белоснежной пены морских волн. Лёгкий, ласкающий ветерок принёс её на остров Кипр. Там окружили юные Оры вышедшую из морских волн богиню любви. Они облекли её в златотканую одежду и увенчали венком из благоухающих цветов. Пышно разрастались цветы там, где ступала Афродита. Дивную богиню повели на Олимп. Громко приветствовали её боги. С тех пор всегда живёт среди богов Олимпа златая Афродита, вечно юная прекраснейшая из богинь»

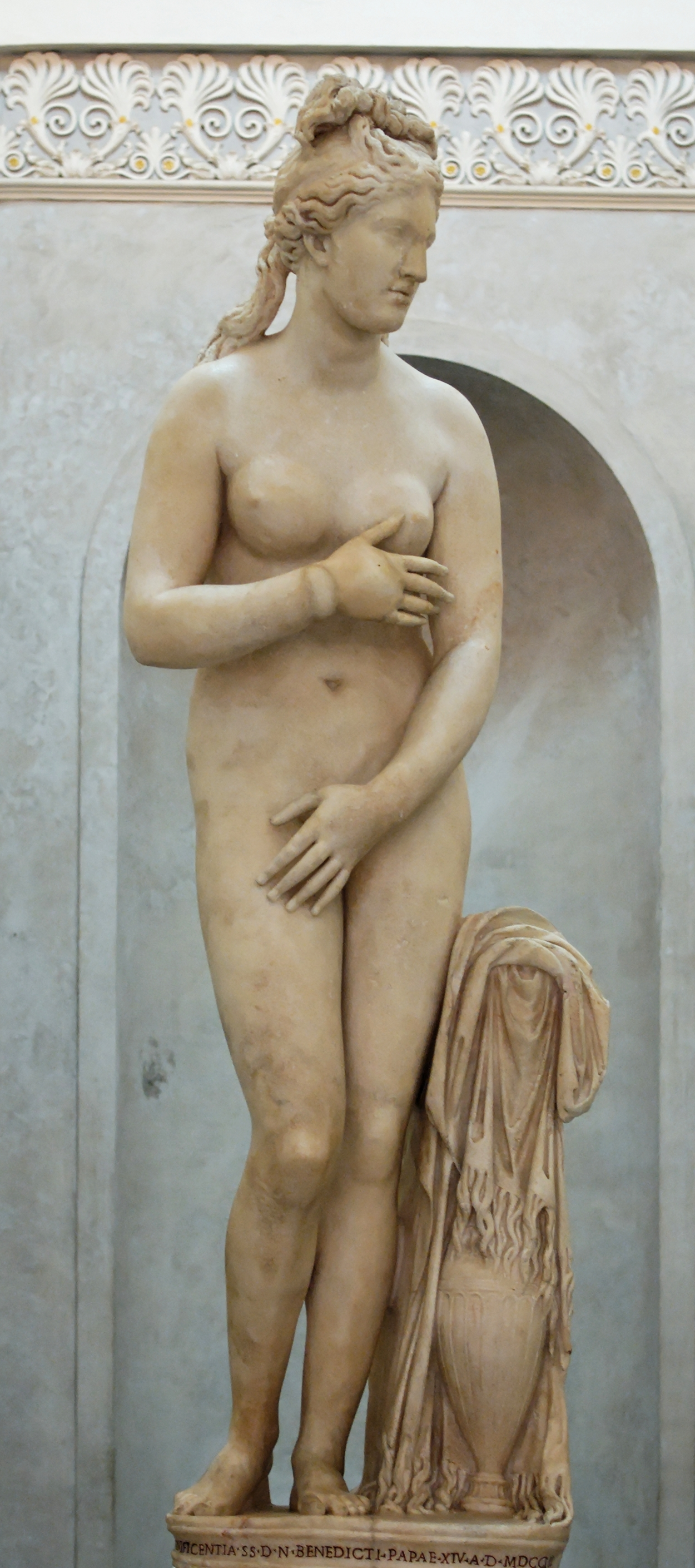
Венера Капитолийская. Римская реплика статуи Афродиты работы Праксителя. II век до н. э. Мрамор. Капитолийские музеи, Рим

Картина написана после «Аллегории Весны», в которой также воплощена тема весны и смены времён года. Весна (или Ора) в «Рождении Венеры», возможно, символизирует целомудренную любовь, а зефиры, согласно учению Платона, — любовь чувственную, плотскую. Здесь советчиком художника мог быть философ-неоплатоник Марсилио Фичино (1433—1499), пытавшийся объединить классическую философию с христианством. В его философской доктрине важной фигурой была Небесная Венера, которая символизировала гуманизм, милосердие и любовь, при этом её красота вела смертных на небеса.
Описание бога западного ветра Зефира, чьё дыхание приносит весну, встречается у Гомера. Овидий сообщает о его супруге Хлориде. Представляется маловероятным, что Боттичелли был знатоком оригинальных греческих и римских текстов. Так, библиотека современников художника братьев Маяно (Бенедетто и Джулиано) сходного с ним социального происхождения насчитывала всего 29 книг, половина из которых представляла религиозные тексты, а из классических сочинений присутствовала только биография Александра Македонского и работа Тита Ливия. Однако через своего соседа Джорджо Антонио Веспуччи, Боттичелли был вхож в круг интеллектуальной элиты Флоренции. Боттичелли мог знать текст «Гимна Афродите» Гомера, переведённый в то время на итальянский язык:

В пене воздушной пригнало её дуновенье Зефира
Влажною силой своей.
И Оры в златых диадемах,
Радостно встретив богиню, нетленной

одели одеждой 

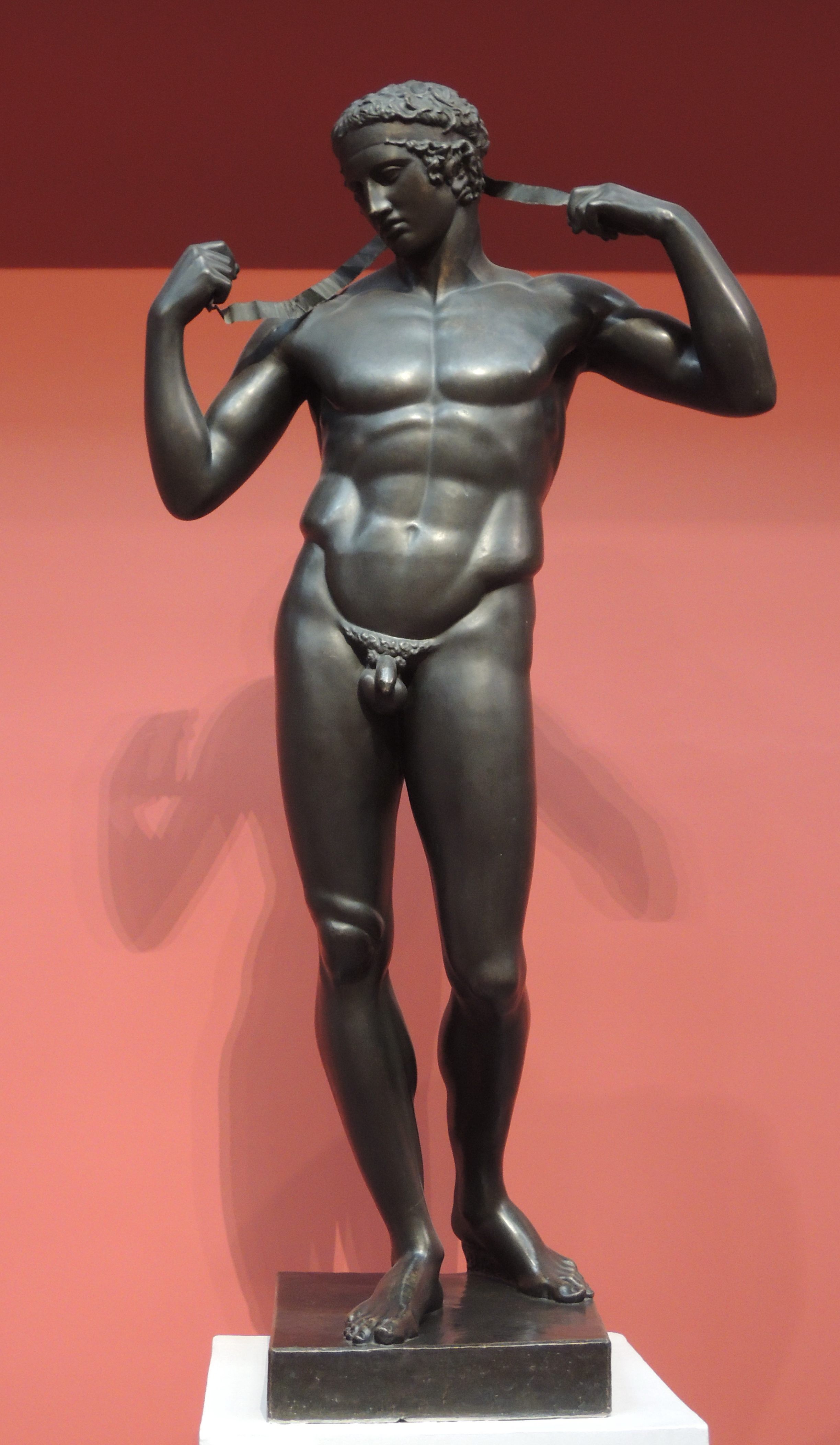
«Диадумен» Поликлета. Реконструкция несохранившейся скульптуры (ок. 430 года до н. э). Музей изобразительных искусств им. А. С. Пушкина, Москва

Считается, что моделью для Венеры стала юная красавица Симонетта Веспуччи, родившаяся в Портовенере на лигурийском побережье, прозванная в кружке Медичи «Звездой Генуи».
В то время флорентийцев впечатляли «джостры» (итал. Giostra — Турнир) — состязания в духе средневековья, но их содержанием были не военные, а поэтические поединки. Первый такой турнир состоялся в 1469 году на площади перед церковью Санта-Кроче. В поэме Полициано «Джостра», написанной в связи с поэтическим турниром 1475 года, также описана сцена, похожая на ту, что изобразил Боттичелли:

Эгеем бурным, колыбель чрез лоно
Федиты поплыла средь пенных вод,
Создание иного небосклона,
Лицом с людьми несходная встает
В прелестной позе, глядя оживленно,
В ней девственница юная. Влечет
Зефир влюбленный раковину к брегу,
И небеса их радуются бегу.
Сказали бы: море истинное тут.
И раковина с пеной — как живые,
И видно — блеск глаза богини льют.
Пред ней с улыбкой небо и стихии.
Там в белом Оры берегом идут,
Им ветер треплет волосы златые.
Как вышла из воды, ты видеть мог,
Она, рукой придерживает правой
Свои власы, другой — прикрыв сосок,
У ног святых её цветы и травы
Покрыли свежей зеленью песок

Даже если Полициано или Фичино не были прямыми советчиками Боттичелли, их работы подготовили общественное мнение к восприятию образа обнажённой античной богини, и художник мог работать над своим произведением, не боясь осуждения или непонимания со стороны сограждан.
В произведении Флавия Филострата «Картины» (III в. н. э.) упоминается, что «внешний вид Афродиты полон стыдливости». Лента в волосах — традиционный символ девственности, согласно Овидию «скромности знак». Золотая ассистка, сплошь покрывающая картину (она не видна на репродукциях), символизирует лучи божественного света. Ассисткой прописаны волосы Венеры и Оры, узоры одежд, морские волны и травы на берегу. Пурпурный хитон, которым Ора прикрывает наготу богини любви, возможно, согласно трактату неоплатоника Порфирия (232—304; «О пещере нимф»), означает «душу, одевающуюся плотью, нисходя в мир», что, как отмечают комментаторы, ассоциируется одновременно и с христианской темой Крещения, и с сюжетом «Коронования Девы».
Согласно трактовке Э. Панофского, в картине «Аллегория Весны» Боттичелли воплотил образ «Венеры Природной» (Venus Genetrix, или Venus Humanitas, — в определении М. Фичино), а «Рождение Венеры», со ссылкой на Платона, представляет собой «Явление Венеры Небесной» как дочери Урана (Неба). Поэтому она изображена обнажённой — согласно греческой иконографии «Афродиты Анадиомены». Отсюда также ощущение Богоявления, преображения мифологической сцены в Теофанию — явление Небесной Афродиты (Aphrodite Ourania).
Боттичелли, разделявший философию неоплатоников, уподобил языческую богиню нагой душе в обряде христианского Крещения (контаминация, типичная для эпохи Возрождения). Таким образом нагота «Venus Pudica» появляется из вод Крещения как образ возрождения души. С этой точки зрения композицию картины можно рассматривать в качестве аллегории трёх стихий — воздуха, земли и воды, что объясняет изображение таинственной рощи в правой части картины. Согласно объяснению Пико делла Мирандола, Джованни Дж. Пико делла Мирандолы, «Дух Божий над водою» (Быт. 1:2) уподобляется дыханию Эроса. Летящие фигуры (итал. zefiri amorosi — (влюбленные зефиры) олицетворяют гениев воздуха, а «Venus Humanitas» представляет взору новую, «человечную красоту», даруемую не свыше, а из души человека. Игра слов: «Venus» (Венера) и «Venustas» (Красота) также соответствует идее изображения. При всей мудрёности аллегорий, продиктованной духом времени и философии флорентийских неоплатоников, от картины веет нежностью и искренностью поэтического чувства. Картина неярка, даже темновата по краскам, но золотая ассистка заставляет ее сверкать подобно драгоценному изделию ювелирного искусства или шпалере из шёлка с золотыми нитями.
Впрочем, сложная символика этого произведения оспаривается исследователями. «Большинство историков искусства склонны видеть Боттичелли полноправным гражданином элитарной „республики учёных“, поднимать его кругозор и интеллект едва ли не на уровень Марсилио Фичино, — писал А. В. Степанов, — и видеть в „историях“ Сандро воплощение умопомрачительно сложных неоплатонических доктрин. Однако философы не нуждались в помощи живописца, тем более, что живопись как выражение своих идей они ставили не высоко. В своей переписке они ни разу не обмолвились о Боттичелли и его картинах». «Рождение Венеры» было, прежде всего, «не очень дорогим украшением стены — иначе с ним не обошлись бы столь варварски» (имеется ввиду обрезка картины). А вот тема любви, особенно в присутствии прекрасных дам, — совсем другое дело.
Боттичелли, следуя наставлениям «Трактата о живописи» Ченнино Ченнини, использовал для получения синей краски технику дробления лазурита (васильки на платье Грации) и принцип нанесения тончайшего листового золота (пурпурная накидка Венеры). Специалисты отмечают, что розы, изображённые на картине, являются редким старинным сортом 'Maiden’s Blush'.

## Детали картины

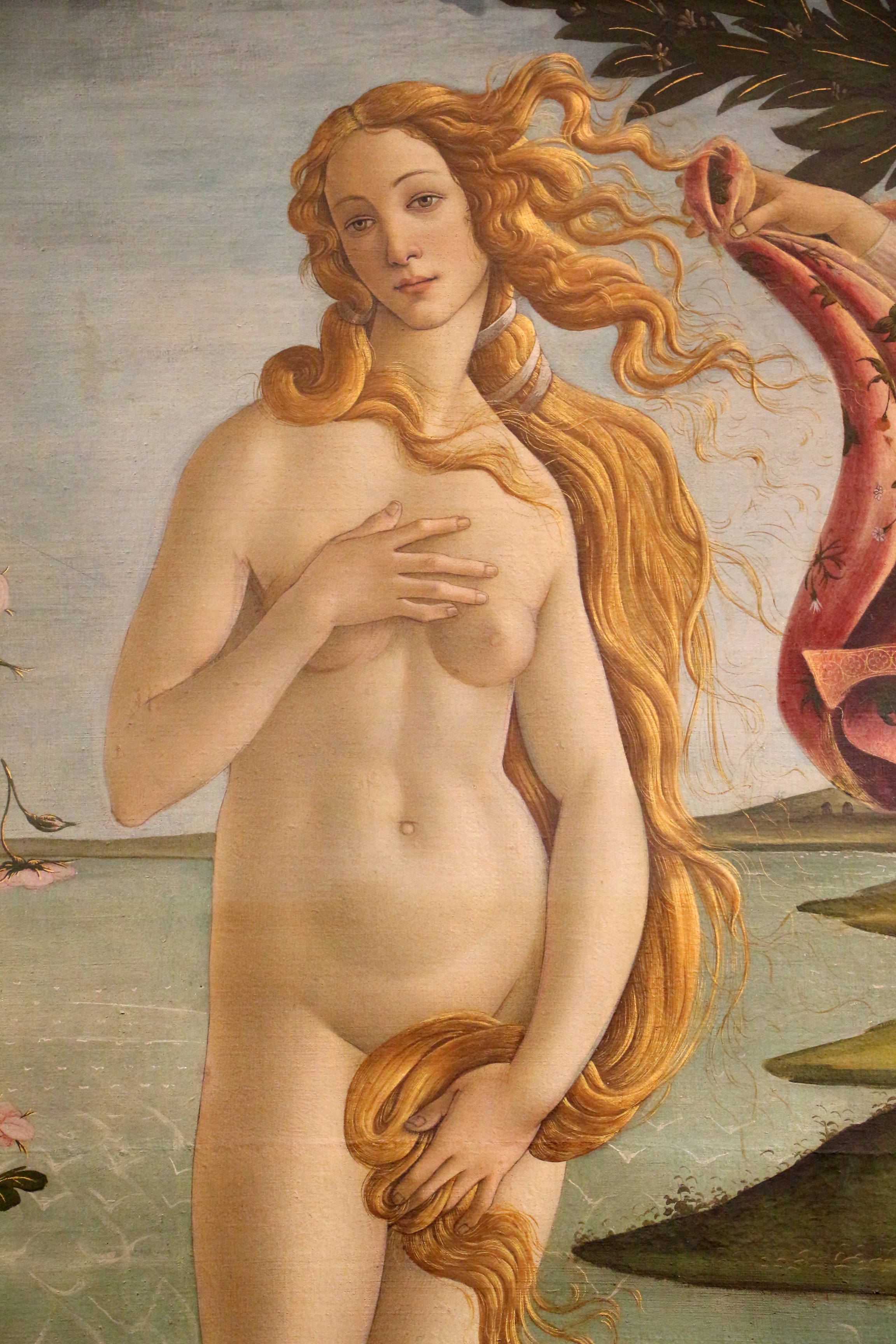
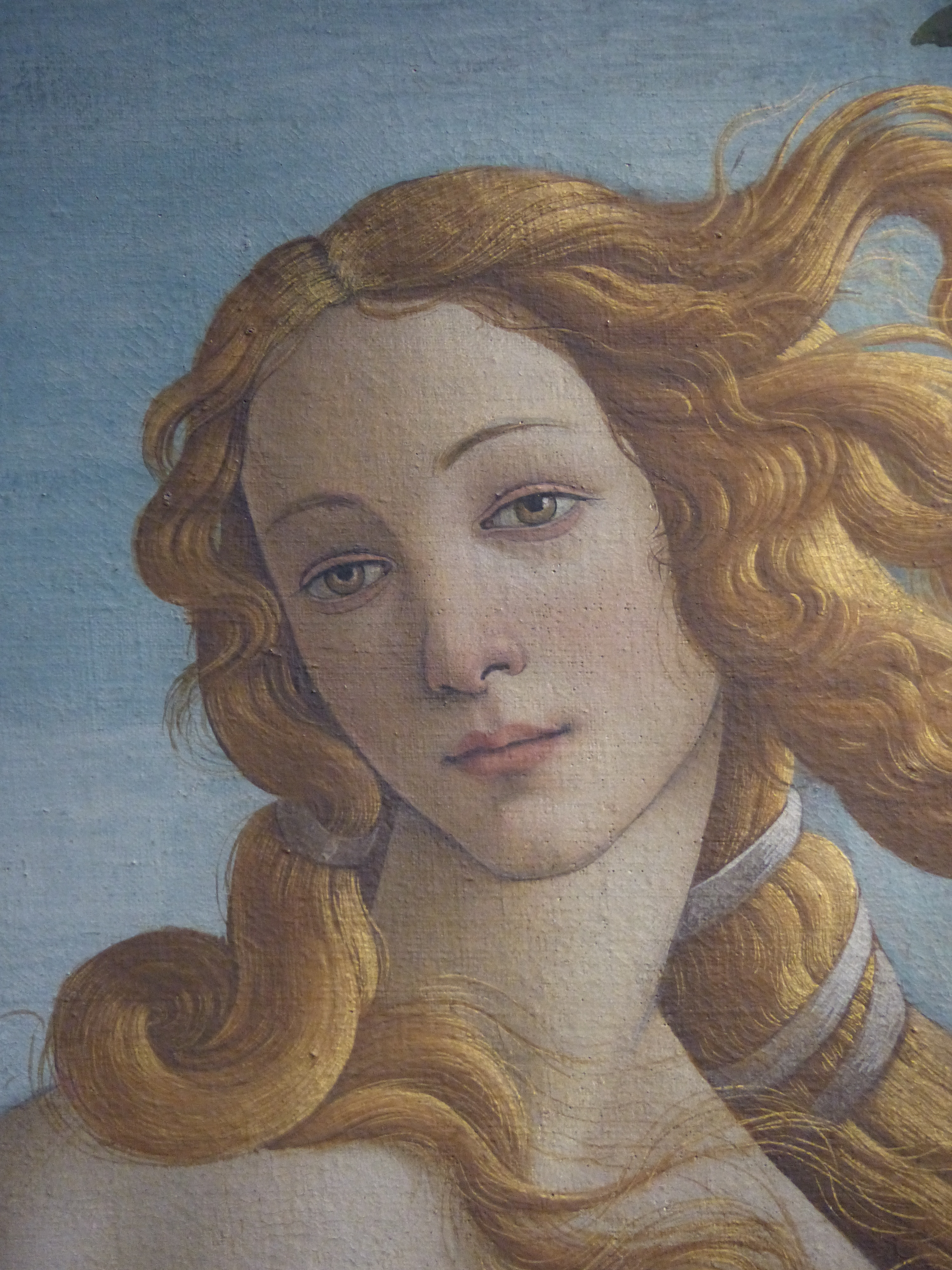
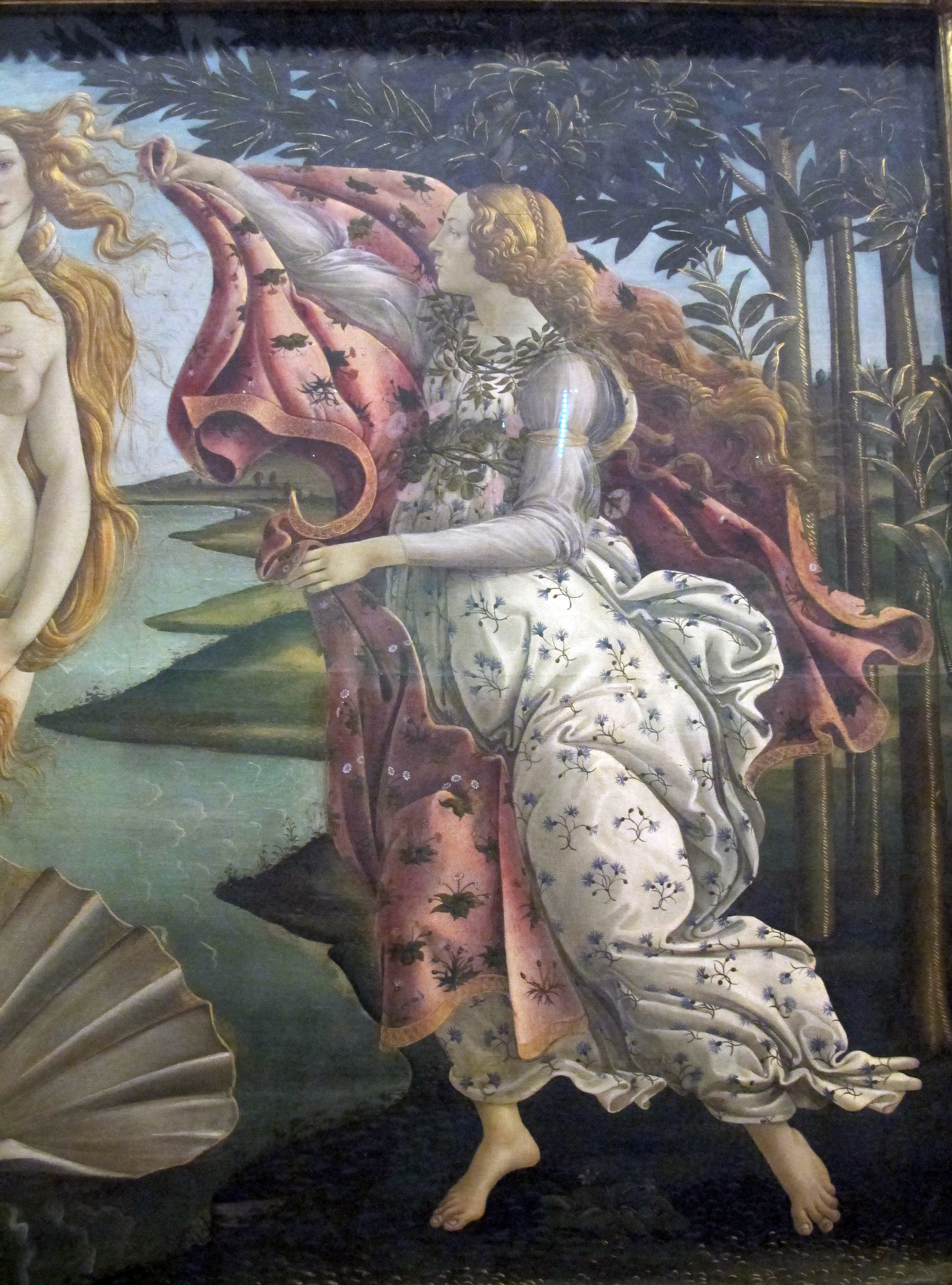
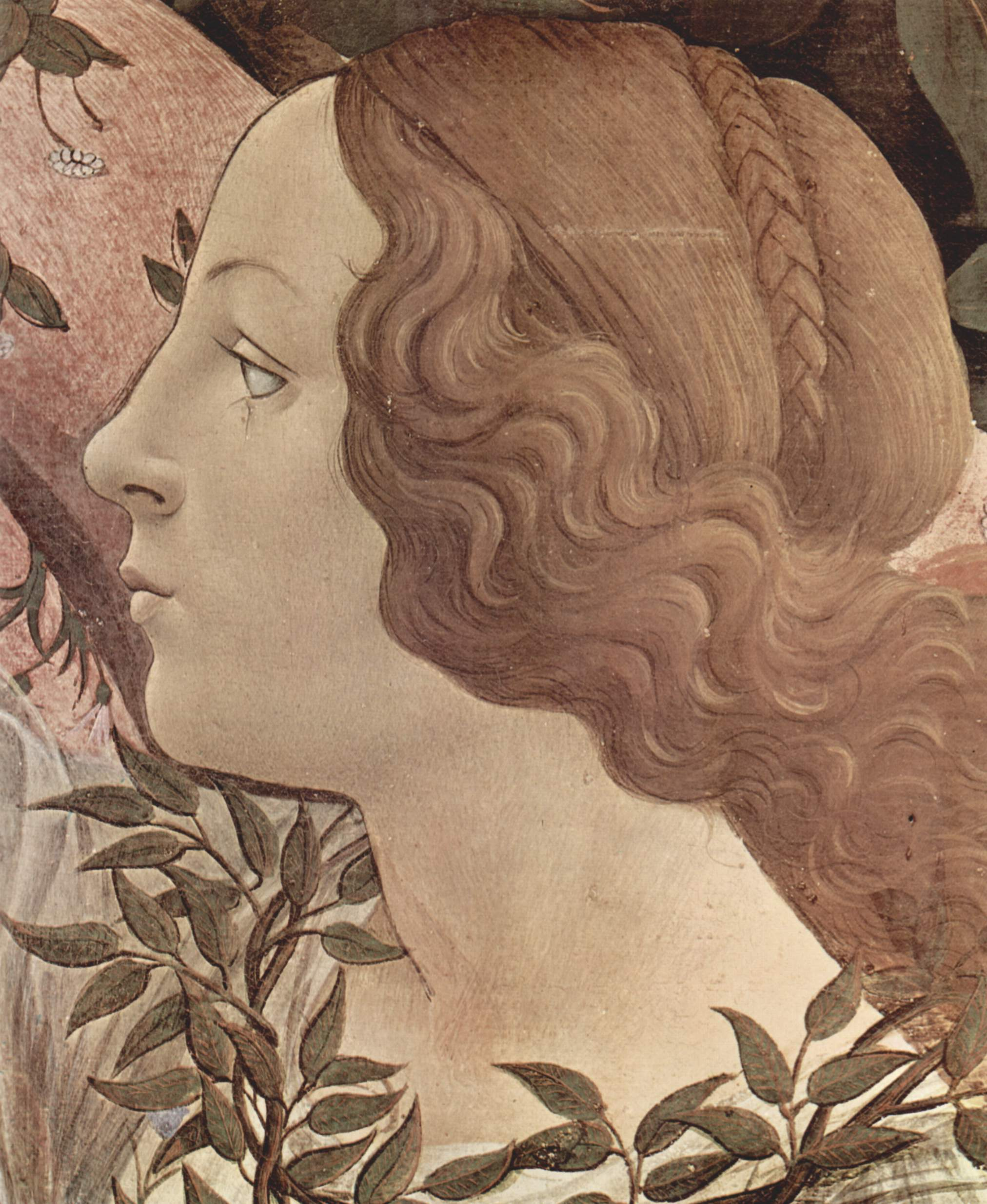
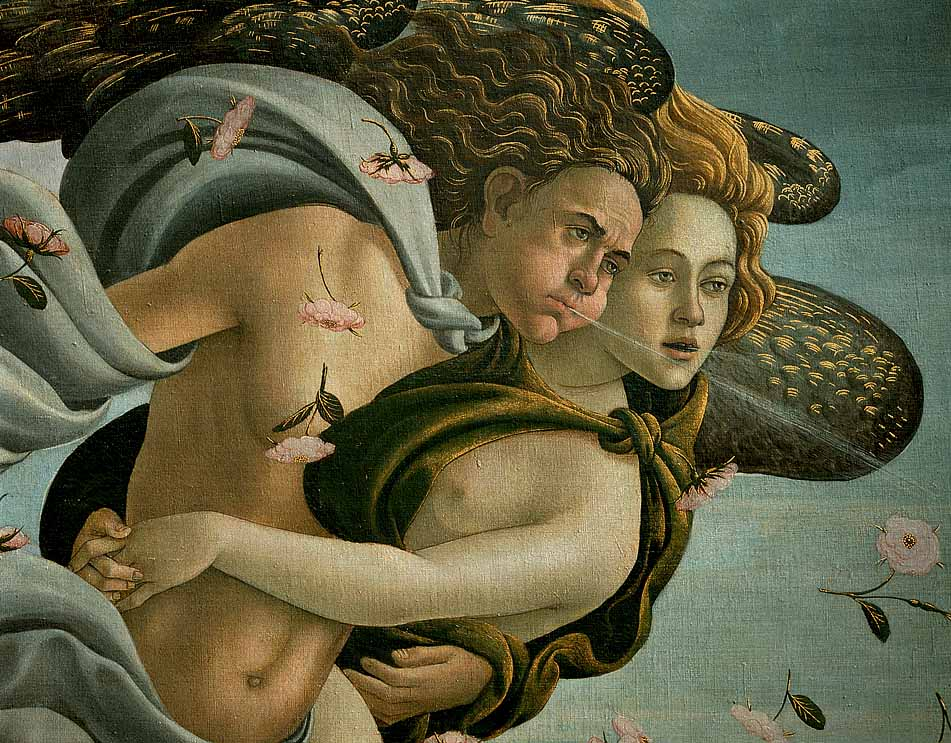
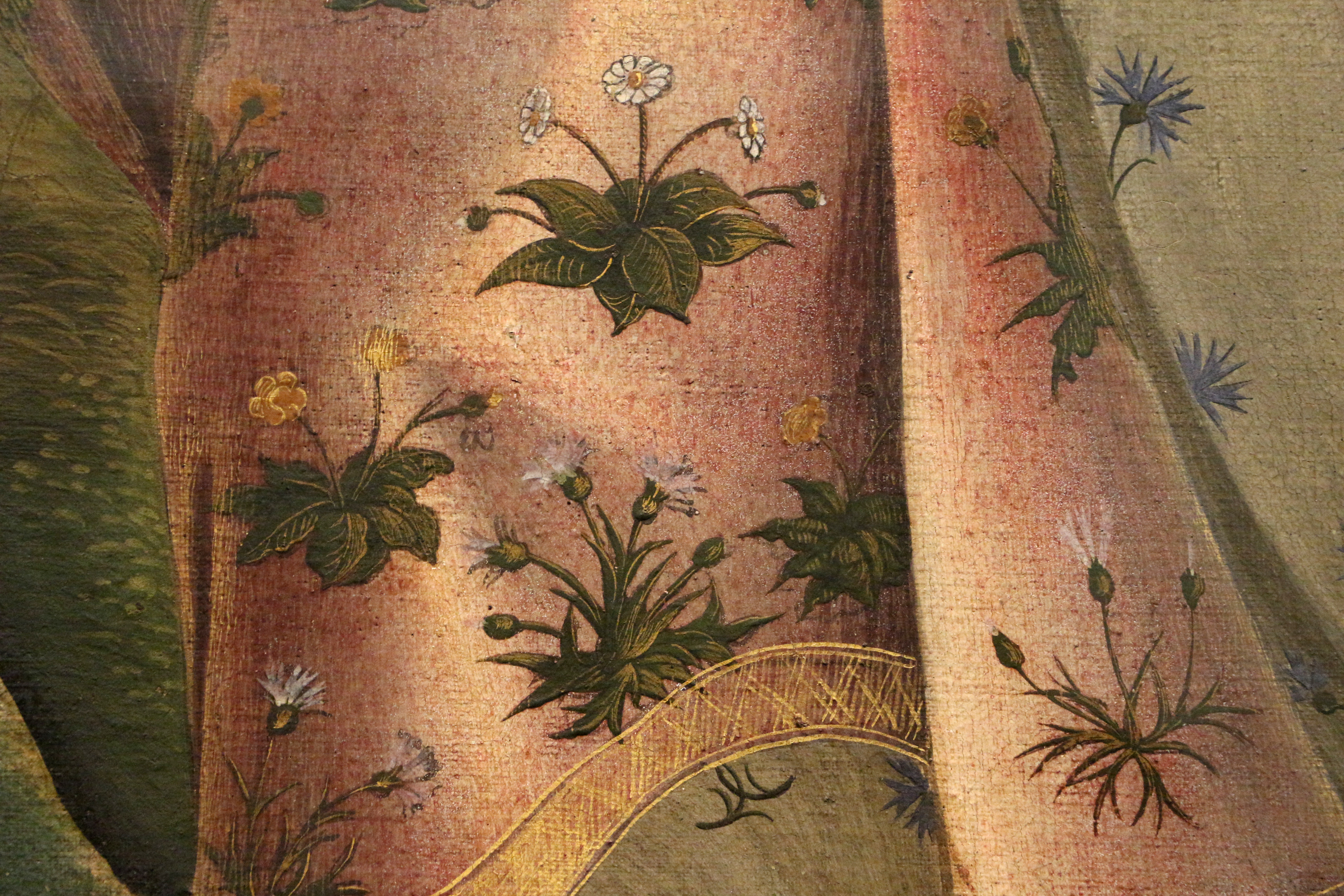